# Michael Stevenson
Michael Stevenson (Säffle, Comtat de Värmland, 10 de juliol de 1984) és un ciclista suec, que fou professional des del 2006 al 2013. Del seu palmarès destaca el campionat nacional en ruta.

## Palmarès
- 2010
  -  Campió de Suècia en ruta